# NS컴퍼니
주식회사 NS컴퍼니(영어: NSCOMPANY)는 대한민국의 산업플랜트 기업이다.

## 사업
산업플랜트 건설 및 경상정비, 자동차부품제조 부문을 영위하고 있다.